# PlusLiga (2025/2026)
PlusLiga 2025/2026 – 90. edycja mistrzostw Polski (73. sezon w formule ligowej, a 26. sezon jako liga profesjonalna) zorganizowana przez Polską Ligę Siatkówki SA. 
W PlusLidze w sezonie 2025/2026 uczestniczyć będzie 14 drużyn. Do najwyższej klasy rozgrywkowej dołączy mistrz 1. ligi.
Rozgrywki składać się będą z fazy zasadniczej oraz fazy play-off. W fazie zasadniczej drużyny rozegrają ze sobą po dwa mecze. Osiem najlepszych awansuje do fazy play-off. Faza play-off obejmować będzie ćwierćfinały, mecze o 7. miejsce, mecze o 5. miejsce, półfinały, mecze o 3. miejsce oraz finały.

## System rozgrywek
PlusLiga w sezonie 2025/2026 składać się będzie z fazy zasadniczej oraz fazy play-off.

### Faza zasadnicza
W fazie zasadniczej drużyny rozegrają ze sobą po dwa spotkania systemem kołowym (mecz u siebie i rewanż na wyjeździe). Osiem najlepszych zespołów fazy zasadniczej awansuje do fazy play-off.

### Faza play-off
Faza play-off składać się będzie z ćwierćfinałów, półfinałów, meczów o 5. miejsce, meczów o 3. miejsce i finałów.
Ćwierćfinały

Ćwierćfinałowe pary powstaną na podstawie miejsc z fazy zasadniczej według klucza: 1-8; 2-7; 3-6; 4-5. Rywalizacja toczyć się do 2 zwycięstw ze zmianą gospodarza po każdym meczu. Gospodarzem pierwszego spotkania w parze będzie zespół, który w fazie zasadniczej zajął wyższe miejsce. Zwycięzcy w parach awansują do półfinałów, dwie przegrane drużyny najwyżej sklasyfikowane w fazie zasadniczej będą grać o 5. miejsce, pozostali przegrani natomiast zostaną sklasyfikowani odpowiednio na miejscach 7-8 zgodnie z tabelą fazy zasadniczej.
Mecze o 5. miejsce

O 5. miejsce rywalizacja toczyć się będzie w formule dwumeczu. Za zwycięstwo 3:0 lub 3:1 drużyna otrzymywała 3 punkty, za zwycięstwo 3:2 – 2 punkty, za porażkę 2:3 – 1 punkt, natomiast za porażkę 1:3 lub 0:3 – 0 punktów. Jeżeli po rozegraniu dwumeczu obie drużyny zdobędą taką samą liczbę punktów, rozgrywany był tzw. złoty set grany do 15 punktów z dwoma punktami przewagi jednej z drużyn. Gospodarzem pierwszego spotkania w parze będzie zespół, który w fazie zasadniczej zajął niższe miejsce.
Półfinały

Pary półfinałowe utworzone zostaną według klucza:
1. zwycięzca w parze 1-8 – zwycięzca w parze 4-5;
2. zwycięzca w parze 2-7 – zwycięzca w parze 3-6.

Rywalizacja toczyć się będzie do 2 zwycięstw ze zmianą gospodarza po każdym meczu. Gospodarzem pierwszego spotkania w parze będzie zespół, który w fazie zasadniczej zajął wyższe miejsce. Zwycięzcy w parach awansują do finałów, przegrani natomiast będą grać o 3. miejsce.
Mecze o 3. miejsce

O 3. miejsce drużyny będą grać w serii do 3 zwycięstw ze zmianą gospodarza po każdym meczu. Gospodarzem pierwszego spotkania w parze będzie zespół, który w fazie zasadniczej zajął wyższe miejsce.
Finały

O tytuł mistrzowski drużyny będą grać w serii do 3 zwycięstw ze zmianą gospodarza po każdym meczu. Gospodarzem pierwszego spotkania w parze będzie zespół, który w fazie zasadniczej zajął wyższe miejsce.

## Drużyny uczestniczące
W PlusLidze w sezonie 2025/2026 uczestniczyć będzie 14 drużyn. W porównaniu z poprzednim sezonem do najwyższej klasy rozgrywkowej dołączy mistrz PLS 1. Ligi. 
| PlusLiga 2025/2026                                                                    | PlusLiga 2025/2026 |                  |
| ------------------------------------------------------------------------------------- | ------------------ | ---------------- |
| Bogdanka LUK Lublin                                                                   | 1                  | Liga Mistrzów    |
| Aluron CMC Warta Zawiercie                                                            | 2                  | Liga Mistrzów    |
| PGE Projekt Warszawa                                                                  | 3                  | Liga Mistrzów    |
| JSW Jastrzębski Węgiel                                                                | 4                  | Puchar CEV       |
| ZAKSA Kędzierzyn-Koźle                                                                | 5                  |                  |
| Asseco Resovia Rzeszów                                                                | 6                  | Liga Mistrzów    |
| PGE GiEK Skra Bełchatów                                                               | 7                  |                  |
| Steam Hemarpol Politechnika Częstochowa                                               | 8                  | Puchar Challenge |
| Indykpol AZS Olsztyn                                                                  | 9                  |                  |
| Ślepsk Malow Suwałki                                                                  | 10                 |                  |
| Trefl Gdańsk                                                                          | 11                 |                  |
| Cuprum Stilon Gorzów                                                                  | 12                 |                  |
| Barkom-Każany Lwów                                                                    | 13                 |                  |
| Awans z PLS 1. Ligi                                                                   |                    |                  |
| InPost ChKS Chełm                                                                     | 1                  |                  |
| Oznaczenia: - kolumna druga – miejsce zajęte przez daną drużynę w poprzednim sezonie. |                    |                  |

### Spadki
| Poz. | Spadek z PlusLigi 2024/2025 |
| ---- | --------------------------- |
| 14.  | PSG Stal Nysa               |
| 15.  | GKS Katowice                |
| 16.  | Nowak-Mosty MKS Będzin      |

## Hale sportowe
| Klub                                    | Hala sportowa                    | Miejscowość         | Liczba miejsc |
| --------------------------------------- | -------------------------------- | ------------------- | ------------- |
| Aluron CMC Warta Zawiercie              | Hala OSiR II                     | Zawiercie           | 1500          |
| Asseco Resovia Rzeszów                  | Hala Podpromie                   | Rzeszów             | 4304          |
| Barkom-Każany Lwów                      | Hala Sportowo-Widowiskowa MOSiR  | Elbląg              | 2422          |
| Bogdanka LUK Lublin                     | Hala Sportowo-Widowiskowa Globus | Lublin              | 4119          |
| Cuprum Stilon Gorzów                    | Arena Gorzów                     | Gorzów Wielkopolski | 5067          |
| Indykpol AZS Olsztyn                    | Hala Urania                      | Olsztyn             | 4045          |
| InPost ChKS Chełm                       | Hala Sportowa MOSiR              | Chełm               | 1500          |
| JSW Jastrzębski Węgiel                  | Hala Widowiskowo-Sportowa        | Jastrzębie-Zdrój    | 3112          |
| PGE GiEK Skra Bełchatów                 | Hala Energia                     | Bełchatów           | 2700          |
| PGE Projekt Warszawa                    | COS Torwar                       | Warszawa            | 4824          |
| PGE Projekt Warszawa                    | Arena Ursynów                    | Warszawa            | 1500          |
| Steam Hemarpol Politechnika Częstochowa | Hala Sportowa Częstochowa        | Częstochowa         | 7100          |
| Ślepsk Malow Suwałki                    | Suwałki Arena                    | Suwałki             | 2165          |
| Trefl Gdańsk                            | Ergo Arena                       | Gdańsk              | 11200         |
| ZAKSA Kędzierzyn-Koźle                  | Hala Azoty                       | Kędzierzyn-Koźle    | 3375          |

| Asseco Resovia RzeszówBarkom-Każany LwówBogdanka LUK LublinCuprum Stilon GorzówIndykpol AZS OlsztynInPost ChKS ChełmPGE Projekt WarszawaPGE GiEK Skra BełchatówŚlepsk Malow SuwałkiTrefl GdańskZAKSA · Kędzierzyn-Koźlewojewództwo · śląskie · (3 kluby) Lokalizacja głównych obiektów sportowych | Steam Hemarpol Politechnika CzęstochowaJastrzębski WęgielAluron CMC Warta Zawiercie Lokalizacja głównych obiektów sportowych drużyn z województwa śląskiego |

## Trenerzy
| Drużyna                                 | Trener                 | Asystent trenera     | *     |
| --------------------------------------- | ---------------------- | -------------------- | ----- |
| Aluron CMC Warta Zawiercie              | Michał Winiarski       | Paweł Rusek          |       |
| Asseco Resovia Rzeszów                  | Massimo Botti          | Alfredo Martilotti   |       |
| Barkom-Każany Lwów                      | Uģis Krastiņš          | Artūrs Tinte         |       |
| Bogdanka LUK Lublin                     | Stéphane Antiga        | Maciej Kołodziejczyk |       |
| Cuprum Stilon Gorzów                    | Hubert Henno           |                      |       |
| Indykpol AZS Olsztyn                    | Daniel Pliński         | Krzysztof Michalski  |       |
| InPost ChKS Chełm                       | Krzysztof Andrzejewski | Mateusz Hes          |       |
| JSW Jastrzębski Węgiel                  | Andrzej Kowal          |                      |       |
| PGE GiEK Skra Bełchatów                 | Krzysztof Stelmach     | Michał Róg           |       |
| PGE Projekt Warszawa                    | Tommi Tiilikainen      | Kamil Nalepka        | [ 1 ] |
| Steam Hemarpol Politechnika Częstochowa | Guillermo Falasca      |                      |       |
| Ślepsk Malow Suwałki                    | Dominik Kwapisiewicz   | Mateusz Kuśmierz     |       |
| Trefl Gdańsk                            | Mariusz Sordyl         | Karol Rędzioch       |       |
| ZAKSA Kędzierzyn-Koźle                  | Andrea Giani           | Michał Chadała       |       |

### Zmiany trenerów
| Klub                                    | Były trener         | Data odejścia           | Powód odejścia   | Nowy trener        | Data przyjścia          | Link  |
| --------------------------------------- | ------------------- | ----------------------- | ---------------- | ------------------ | ----------------------- | ----- |
| Przed sezonem                           |                     |                         |                  |                    |                         |       |
| Asseco Resovia Rzeszów                  | Tuomas Sammelvuo    | koniec sezonu 2024/2025 | koniec kontraktu | Massimo Botti      | przed sezonem 2025/2026 | [ 2 ] |
| Bogdanka LUK Lublin                     | Massimo Botti       | koniec sezonu 2024/2025 | koniec kontraktu | Stéphane Antiga    | przed sezonem 2025/2026 | [ 3 ] |
| Cuprum Stilon Gorzów                    | Andrzej Kowal       | koniec sezonu 2024/2025 | koniec kontraktu | Hubert Henno       | przed sezonem 2025/2026 | [ 4 ] |
| JSW Jastrzębski Węgiel                  | Marcelo Méndez      | koniec sezonu 2024/2025 | koniec kontraktu | Andrzej Kowal      | przed sezonem 2025/2026 | [ 5 ] |
| PGE GiEK Skra Bełchatów                 | Gheorghe Crețu      | koniec sezonu 2024/2025 | koniec kontraktu | Krzysztof Stelmach | przed sezonem 2025/2026 |       |
| PGE Projekt Warszawa                    | Piotr Graban        | koniec sezonu 2024/2025 | koniec kontraktu | Tommi Tiilikainen  | przed sezonem 2025/2026 | [ 7 ] |
| Steam Hemarpol Politechnika Częstochowa | Cézar Douglas Silva | koniec sezonu 2024/2025 | koniec kontraktu | Guillermo Falasca  | przed sezonem 2025/2026 | [ 8 ] |

## Transfery[9]
- pogrubioną czcionką zaznaczony jest zawodnik, który może dołączyć do danej drużyny
- zawodnik, który nie jest zaznaczony pogrubioną czcionką bezwzględnie dołączył do danej drużyny

Zaktualizowano:
- 08.08.2025: PGE GiEK Skra Bełchatów - Kamil Szymura będzie zawodnikiem PGE GiEK Skry Bełchatów w sezonie 2025/2026
- 13.08.2025: PGE GiEK Skra Bełchatów - Antoine Pothron będzie zawodnikiem PGE GiEK Skry Bełchatów w sezonie 2025/2026
- 19.08.2025: PGE GiEK Skra Bełchatów - Daniel Chițigoi będzie zawodnikiem PGE GiEK Skry Bełchatów w sezonie 2025/2026

| Aluron CMC Warta Zawiercie               | Aluron CMC Warta Zawiercie | Aluron CMC Warta Zawiercie                | Aluron CMC Warta Zawiercie | Aluron CMC Warta Zawiercie | Aluron CMC Warta Zawiercie |
| Przychodzą                               | Link                       | Odchodzą                                  | Link                       | Zostają                    | Link                       |
| ---------------------------------------- | -------------------------- | ----------------------------------------- | -------------------------- | -------------------------- | -------------------------- |
| Jakub Popiwczak (JSW Jastrzębski Węgiel) | [ 10 ]                     | Georg Grozer (Shanghai Bright)            |                            | Aaron Russell              |                            |
| Bartłomiej Bołądź (PGE Projekt Warszawa) | [ 11 ]                     | Luke Perry (Valsa Group Modena)           | [ 12 ]                     | Kyle Ensing                |                            |
| Dawid Ogórek (Asseco Resovia Rzeszów)    | [ 13 ]                     | Mobin Nasri (Jarosławicz Jarosław)        |                            | Miguel Tavares             |                            |
| Jakub Czerwiński (Trefl Gdańsk)          | [ 14 ]                     | Karol Butryn (Asseco Resovia Rzeszów)     |                            | Bartosz Kwolek             |                            |
|                                          |                            | Szymon Gregorowicz (Cuprum Stilon Gorzów) |                            | Mateusz Bieniek            |                            |
|                                          |                            |                                           |                            | Jurij Hładyr               |                            |
|                                          |                            |                                           |                            | Patryk Łaba                |                            |
|                                          |                            |                                           |                            | Miłosz Zniszczoł           |                            |
|                                          |                            |                                           |                            | Jakub Nowosielski          |                            |
|                                          |                            |                                           |                            | Adrian Markiewicz          |                            |

| Asseco Resovia Rzeszów                         | Asseco Resovia Rzeszów | Asseco Resovia Rzeszów                     | Asseco Resovia Rzeszów | Asseco Resovia Rzeszów | Asseco Resovia Rzeszów |
| Przychodzą                                     | Link                   | Odchodzą                                   | Link                   | Zostają                | Link                   |
| ---------------------------------------------- | ---------------------- | ------------------------------------------ | ---------------------- | ---------------------- | ---------------------- |
| Erik Shoji (ZAKSA Kędzierzyn-Koźle)            | [ 15 ]                 | Stéphen Boyer (JTEKT Stings)               | [ 16 ]                 | Klemen Čebulj          |                        |
| Danny Demyanenko (Yuasa Battery Grottazzolina) | [ 17 ]                 | Gregor Ropret (ACH Volley Lublana)         | [ 18 ]                 | Lukáš Vašina           |                        |
| Yacine Louati (Allianz Milano)                 | [ 19 ]                 | Bartosz Bednorz (PGE Projekt Warszawa)     |                        | Dawid Woch             |                        |
| Karol Butryn (Aluron CMC Warta Zawiercie)      | [ 20 ]                 | Karol Kłos (PGE Projekt Warszawa)          |                        | Michał Potera          |                        |
| Marcin Janusz (ZAKSA Kędzierzyn-Koźle)         | [ 21 ]                 | Łukasz Kozub (Indykpol AZS Olsztyn)        |                        | Jakub Bucki            |                        |
| Artur Szalpuk (PGE Projekt Warszawa)           | [ 22 ]                 | Patryk Niemiec (Cuprum Stilon Gorzów)      |                        | Cezary Sapiński        |                        |
| Mateusz Poręba (ZAKSA Kędzierzyn-Koźle)        | [ 23 ]                 | Adrian Staszewski (JSW Jastrzębski Węgiel) |                        | Paweł Zatorski         |                        |
| Wiktor Nowak (PGE GiEK Skra Bełchatów)         | [ 24 ]                 | Krzysztof Rejno (Cuprum Stilon Gorzów)     |                        |                        |                        |
|                                                |                        | Dawid Ogórek (Aluron CMC Warta Zawiercie)  |                        |                        |                        |

| Barkom-Każany Lwów                          | Barkom-Każany Lwów | Barkom-Każany Lwów                 | Barkom-Każany Lwów | Barkom-Każany Lwów | Barkom-Każany Lwów |
| Przychodzą                                  | Link               | Odchodzą                           | Link               | Zostają            | Link               |
| ------------------------------------------- | ------------------ | ---------------------------------- | ------------------ | ------------------ | ------------------ |
| Moussé Gueye (Gas Sales Bluenergy Piacenza) | [ 25 ]             | Märt Tammearu (Voreas Hokkaido)    | [ 26 ]             | Lorenzo Pope       |                    |
| Július Firkaľ (Lewski Sofia)                | [ 27 ]             | Rune Fasteland (InPost ChKS Chełm) |                    | Deniss Petrovs     |                    |
| Oskar Woźny (KS Lechia Tomaszów Mazowiecki) | [ 28 ]             | Santeri Välimaa (SVG Lüneburg)     | [ 29 ]             | Wasyl Tupczij      |                    |
| Yamato Nakano (Suwon KEPCO Vixtorm)         | [ 30 ]             | Tymur Cmokało (Grand Nancy VB)     |                    | Illa Kowalow       |                    |
| Mykoła Kuc (BBTS Bielsko-Biała)             |                    |                                    |                    | Władysław Szczurow |                    |
|                                             |                    |                                    |                    | Jarosław Pampuszko |                    |
|                                             |                    |                                    |                    | Ołeh Szewczenko    |                    |
|                                             |                    |                                    |                    | Andrij Rohożyn     |                    |
|                                             |                    |                                    |                    | Andrij Szwiec      |                    |

| Bogdanka LUK Lublin                            | Bogdanka LUK Lublin | Bogdanka LUK Lublin                                | Bogdanka LUK Lublin | Bogdanka LUK Lublin | Bogdanka LUK Lublin |
| Przychodzą                                     | Link                | Odchodzą                                           | Link                | Zostają             | Link                |
| ---------------------------------------------- | ------------------- | -------------------------------------------------- | ------------------- | ------------------- | ------------------- |
| Daenan Gyimah (Arago de Sète)                  | [ 31 ]              | Bennie Tuinstra (Spor Toto)                        | [ 32 ]              | Thales Hoss         |                     |
| Hilir Henno (University of California, Irvine) | [ 33 ]              | Jan Nowakowski (Ślepsk Malow Suwałki)              | [ 34 ]              | Aleks Grozdanow     |                     |
| Rafał Prokopczuk (KPS Siedlce)                 | [ 35 ]              | Mikołaj Słotarski (UKS Sparta Grodzisk Mazowiecki) |                     | Fynnian McCarthy    |                     |
|                                                |                     |                                                    |                     | Wilfredo León       |                     |
|                                                |                     |                                                    |                     | Kewin Sasak         |                     |
|                                                |                     |                                                    |                     | Marcin Komenda      |                     |
|                                                |                     |                                                    |                     | Mikołaj Sawicki     |                     |
|                                                |                     |                                                    |                     | Mateusz Malinowski  |                     |
|                                                |                     |                                                    |                     | Jakub Wachnik       |                     |
|                                                |                     |                                                    |                     | Maciej Czyrek       |                     |
|                                                |                     |                                                    |                     | Maciej Zając        |                     |

| Cuprum Stilon Gorzów                                       | Cuprum Stilon Gorzów | Cuprum Stilon Gorzów                            | Cuprum Stilon Gorzów | Cuprum Stilon Gorzów | Cuprum Stilon Gorzów |
| Przychodzą                                                 | Link                 | Odchodzą                                        | Link                 | Zostają              | Link                 |
| ---------------------------------------------------------- | -------------------- | ----------------------------------------------- | -------------------- | -------------------- | -------------------- |
| Mathis Henno (Chaumont VB 52 Haute-Marne)                  | [ 36 ]               | Robert Täht (szuka klubu)                       |                      | Chizoba Neves Atu    |                      |
| Eduardo Carísio (Arkas Spor Izmir)                         | [ 37 ]               | Vuk Todorović (Sonepar Padwa)                   | [ 38 ]               | Marcin Kania         |                      |
| Szymon Gregorowicz (Aluron CMC Warta Zawiercie)            | [ 39 ]               | Mathijs Desmet (Knack Roeselare)                | [ 40 ]               | Kamil Kwasowski      |                      |
| Patryk Niemiec (Asseco Resovia Rzeszów)                    | [ 41 ]               | Maksymilian Granieczny (JSW Jastrzębski Węgiel) |                      | Wojciech Ferens      |                      |
| Daniel Gąsior (Indykpol AZS Olsztyn)                       | [ 42 ]               | Adam Lorenc (JSW Jastrzębski Węgiel)            |                      | Kamil Dembiec        |                      |
| Krzysztof Rejno (Asseco Resovia Rzeszów)                   | [ 43 ]               | Przemysław Stępień (Trefl Gdańsk)               |                      | Hubert Węgrzyn       |                      |
| Marcin Waliński (JSW Jastrzębski Węgiel)                   | [ 44 ]               | Jakub Strulak (PGE Projekt Warszawa)            |                      |                      |                      |
| Mateusz Maciejewicz (PGE Akademia Siatkówki Stilon Gorzów) | [ 45 ]               | Seweryn Lipiński (Indykpol AZS Olsztyn)         |                      |                      |                      |
| Wojciech Więcławski (PGE Akademia Siatkówki Stilon Gorzów) | [ 46 ]               |                                                 |                      |                      |                      |

| Indykpol AZS Olsztyn                      | Indykpol AZS Olsztyn | Indykpol AZS Olsztyn                       | Indykpol AZS Olsztyn | Indykpol AZS Olsztyn | Indykpol AZS Olsztyn |
| Przychodzą                                | Link                 | Odchodzą                                   | Link                 | Zostają              | Link                 |
| ----------------------------------------- | -------------------- | ------------------------------------------ | -------------------- | -------------------- | -------------------- |
| Arthur Szwarc (Mint Vero Volley Monza)    | [ 47 ]               | Eemi Tervaportti (Gebze Belediyesi)        | [ 48 ]               | Moritz Karlitzek     |                      |
| Johannes Tille (Berlin Recycling Volleys) | [ 49 ]               | Manuel Armoa (Vedacit/Vôlei Guarulhos)     | [ 50 ]               | Jan Hadrava          |                      |
| Paweł Halaba (Ślepsk Malow Suwałki)       | [ 51 ]               | Nicolas Szerszeń (JSW Jastrzębski Węgiel)  |                      | Kuba Hawryluk        |                      |
| Łukasz Kozub (Asseco Resovia Rzeszów)     | [ 52 ]               | Szymon Jakubiszak (ZAKSA Kędzierzyn-Koźle) |                      | Paweł Cieślik        |                      |
| Seweryn Lipiński (Cuprum Stilon Gorzów)   | [ 53 ]               | Daniel Gąsior (Cuprum Stilon Gorzów)       |                      | Mateusz Janikowski   |                      |
| Karol Borkowski (PGE Projekt Warszawa)    | [ 54 ]               | Karol Jankiewicz (Ślepsk Malow Suwałki)    | [ 55 ]               | Jakub Ciunajtis      |                      |
|                                           |                      | Kamil Szymendera (PGE GiEK Skra Bełchatów) |                      | Dawid Siwczyk        |                      |
|                                           |                      |                                            |                      | Jakub Majchrzak      |                      |
|                                           |                      |                                            |                      | Kacper Sienkiewicz   |                      |

| InPost ChKS Chełm                              | InPost ChKS Chełm | InPost ChKS Chełm                        | InPost ChKS Chełm | InPost ChKS Chełm | InPost ChKS Chełm |
| Przychodzą                                     | Link              | Odchodzą                                 | Link              | Zostają           | Link              |
| ---------------------------------------------- | ----------------- | ---------------------------------------- | ----------------- | ----------------- | ----------------- |
| Amirhosejn Esfandijar (Foolad Sirdżan Iranian) | [ 56 ]            | Jakub Ziobrowski (szuka klubu)           |                   | Jay Blankenau     |                   |
| Rune Fasteland (Barkom-Każany Lwów)            | [ 57 ]            | Jakub Olszewski (szuka klubu)            |                   | Jędrzej Goss      |                   |
| Kazuma Sonae (VC Nagano Tridents)              | [ 58 ]            | Kacper Gonciarz (szuka klubu)            |                   | Paweł Rusin       |                   |
| Remigiusz Kapica (PSG Stal Nysa)               | [ 59 ]            | Bartosz Fijałek (ZAKSA Kędzierzyn-Koźle) |                   | Tomasz Piotrowski |                   |
| Jędrzej Gruszczyński (PGE Projekt Warszawa)    | [ 60 ]            | Szymon Rakowski (szuka klubu)            |                   | Mariusz Marcyniak |                   |
| Grzegorz Jacznik (BKS Visła Proline Bydgoszcz) | [ 61 ]            | Maciej Janikowski (szuka klubu)          |                   | Łukasz Swodczyk   |                   |
| Jakub Turski (MCKiS Jaworzno)                  | [ 62 ]            |                                          |                   | Łukasz Łapszyński |                   |
| Daniel Ostaszewski (REA BAS Białystok)         | [ 63 ]            |                                          |                   |                   |                   |
| Aleksander Nowik (SMS PZPS Spała)              | [ 64 ]            |                                          |                   |                   |                   |

| JSW Jastrzębski Węgiel                        | JSW Jastrzębski Węgiel | JSW Jastrzębski Węgiel                       | JSW Jastrzębski Węgiel | JSW Jastrzębski Węgiel | JSW Jastrzębski Węgiel |
| Przychodzą                                    | Link                   | Odchodzą                                     | Link                   | Zostają                | Link                   |
| --------------------------------------------- | ---------------------- | -------------------------------------------- | ---------------------- | ---------------------- | ---------------------- |
| Miran Kujundžić (PGE GiEK Skra Bełchatów)     | [ 65 ]                 | Timothée Carle (Wolf Dogs Nagoya)            | [ 66 ]                 | Benjamin Toniutti      |                        |
| Joshua Tuaniga (GKS Katowice)                 | [ 67 ]                 | Luciano Vicentín (Tokyo Great Bears)         | [ 68 ]                 | Anton Brehme           |                        |
| Michał Gierżot (PSG Stal Nysa)                | [ 69 ]                 | Juan Ignacio Finoli (Greenyard Maaseik)      | [ 70 ]                 | Łukasz Kaczmarek       |                        |
| Łukasz Usowicz (Sir Safety Vim Perugia)       | [ 71 ]                 | Tomasz Fornal (Ziraat Bankkart Ankara)       | [ 72 ]                 | Jordan Zaleszczyk      |                        |
| Nicolas Szerszeń (Indykpol AZS Olsztyn)       | [ 73 ]                 | Norbert Huber (Wolf Dogs Nagoya)             | [ 74 ]                 | Mateusz Kufka          |                        |
| Maksymilian Granieczny (Cuprum Stilon Gorzów) | [ 75 ]                 | Jakub Popiwczak (Aluron CMC Warta Zawiercie) |                        | Jakub Jurczyk          |                        |
| Adam Lorenc (Cuprum Stilon Gorzów)            | [ 76 ]                 | Arkadiusz Żakieta (PGE GiEK Skra Bełchatów)  |                        |                        |                        |
| Adrian Staszewski (Asseco Resovia Rzeszów)    | [ 77 ]                 | Marcin Waliński (Cuprum Stilon Gorzów)       |                        |                        |                        |

| PGE GiEK Skra Bełchatów                    | PGE GiEK Skra Bełchatów | PGE GiEK Skra Bełchatów                  | PGE GiEK Skra Bełchatów | PGE GiEK Skra Bełchatów | PGE GiEK Skra Bełchatów |
| Przychodzą                                 | Link                    | Odchodzą                                 | Link                    | Zostają                 | Link                    |
| ------------------------------------------ | ----------------------- | ---------------------------------------- | ----------------------- | ----------------------- | ----------------------- |
| Alan Souza (Toray Arrows)                  | [ 78 ]                  | Miran Kujundžić (JSW Jastrzębski Węgiel) |                         | Grzegorz Łomacz         |                         |
| Antoine Pothron (Tours VB)                 | [ 79 ]                  | Pavle Perić (NOWA Nowokujbyszewsk)       |                         | Bartłomiej Lemański     |                         |
| Daniel Chițigoi (ZAKSA Kędzierzyn-Koźle)   | [ 80 ]                  | Amin Esma’ilneżad (szuka klubu)          |                         | Łukasz Wiśniewski       |                         |
| Zouheir El Graoui (PSG Stal Nysa)          |                         | Žiga Štern (Jenisiej Krasnojarsk)        |                         | Michał Szalacha         |                         |
| Kamil Szymura (PSG Stal Nysa)              | [ 81 ]                  | Radosław Parapunow (szuka klubu)         |                         | Mateusz Nowak           |                         |
| Arkadiusz Żakieta (JSW Jastrzębski Węgiel) | [ 82 ]                  | David Dinculescu (szuka klubu)           |                         |                         |                         |
| Kajetan Kubicki (ZAKSA Kędzierzyn-Koźle)   | [ 83 ]                  | Wiktor Nowak (Asseco Resovia Rzeszów)    |                         |                         |                         |
| Kamil Szymendera (Indykpol AZS Olsztyn)    | [ 84 ]                  | Rafał Buszek (Feniks Heron Przeworsk)    | [ 85 ]                  |                         |                         |
| Maksym Kędzierski (MCKiS Jaworzno)         | [ 86 ]                  | Kajetan Marek (GKS Katowice)             |                         |                         |                         |

| PGE Projekt Warszawa                      | PGE Projekt Warszawa | PGE Projekt Warszawa                           | PGE Projekt Warszawa | PGE Projekt Warszawa | PGE Projekt Warszawa |
| Przychodzą                                | Link                 | Odchodzą                                       | Link                 | Zostają              | Link                 |
| ----------------------------------------- | -------------------- | ---------------------------------------------- | -------------------- | -------------------- | -------------------- |
| Brandon Koppers (Nowak-Mosty MKS Będzin)  | [ 87 ]               | Tobias Brand (Trefl Gdańsk)                    |                      | Kévin Tillie         |                      |
| Bartosz Bednorz (Asseco Resovia Rzeszów)  | [ 88 ]               | Artur Szalpuk (Asseco Resovia Rzeszów)         |                      | Jurij Semeniuk       |                      |
| Karol Kłos (Asseco Resovia Rzeszów)       | [ 89 ]               | Bartłomiej Bołądź (Aluron CMC Warta Zawiercie) |                      | Linus Weber          |                      |
| Bartosz Gomułka (GKS Katowice)            | [ 90 ]               | Andrzej Wrona (zakończenie kariery)            |                      | Jakub Kochanowski    |                      |
| Maciej Olenderek (Nowak-Mosty MKS Będzin) | [ 91 ]               | Jędrzej Gruszczyński (InPost ChKS Chełm)       |                      | Damian Wojtaszek     |                      |
| Bartosz Firszt (Ślepsk Malow Suwałki)     | [ 92 ]               | Karol Borkowski (Indykpol AZS Olsztyn)         |                      | Jan Firlej           |                      |
| Jakub Strulak (Cuprum Stilon Gorzów)      | [ 93 ]               | Jakub Kowalczyk (zakończenie kariery)          |                      | Michał Kozłowski     |                      |

| Steam Hemarpol Politechnika Częstochowa     | Steam Hemarpol Politechnika Częstochowa | Steam Hemarpol Politechnika Częstochowa    | Steam Hemarpol Politechnika Częstochowa | Steam Hemarpol Politechnika Częstochowa | Steam Hemarpol Politechnika Częstochowa |
| Przychodzą                                  | Link                                    | Odchodzą                                   | Link                                    | Zostają                                 | Link                                    |
| ------------------------------------------- | --------------------------------------- | ------------------------------------------ | --------------------------------------- | --------------------------------------- | --------------------------------------- |
| Luciano De Cecco (Valsa Group Modena)       | [ 94 ]                                  | Quinn Isaacson (ZAKSA Kędzierzyn-Koźle)    |                                         | Patrik Indra                            |                                         |
| Samuel Jeanlys (AO Foinikas Syros)          | [ 95 ]                                  | Bartosz Schmidt (GKS Katowice)             |                                         | Milad Ebadipur                          |                                         |
| Jakub Nowak (KS Lechia Tomaszów Mazowiecki) | [ 96 ]                                  | Damian Kogut (Trefl Gdańsk)                |                                         | Sebastian Adamczyk                      |                                         |
| Jakub Kiedos (SMS PZPS Spała)               | [ 97 ]                                  | Mateusz Borkowski (Helios Grizzlys Giesen) | [ 98 ]                                  | Bartłomiej Lipiński                     |                                         |
|                                             |                                         |                                            |                                         | Mateusz Masłowski                       |                                         |
|                                             |                                         |                                            |                                         | Bartosz Makoś                           |                                         |
|                                             |                                         |                                            |                                         | Daniel Popiela                          |                                         |
|                                             |                                         |                                            |                                         | Tomasz Kowalski                         |                                         |
|                                             |                                         |                                            |                                         | Damian Radziwon                         |                                         |
|                                             |                                         |                                            |                                         | Artur Sługocki                          |                                         |

| Ślepsk Malow Suwałki                    | Ślepsk Malow Suwałki | Ślepsk Malow Suwałki                         | Ślepsk Malow Suwałki | Ślepsk Malow Suwałki | Ślepsk Malow Suwałki |
| Przychodzą                              | Link                 | Odchodzą                                     | Link                 | Zostają              | Link                 |
| --------------------------------------- | -------------------- | -------------------------------------------- | -------------------- | -------------------- | -------------------- |
| David Smith (ZAKSA Kędzierzyn-Koźle)    | [ 99 ]               | Quentin Jouffroy (Montpellier HSC VB)        | [ 100 ]              | Henrique Honorato    |                      |
| Asparuch Asparuchow (Kuzbass Kemerowo)  | [ 101 ]              | Matías Sánchez (Montpellier HSC VB)          | [ 102 ]              | Joaquín Gallego      |                      |
| Joachim Panou (Al-Ahli Bahrajn)         | [ 103 ]              | Mateusz Czunkiewicz (ZAKSA Kędzierzyn-Koźle) |                      | Bartosz Filipiak     |                      |
| Jan Nowakowski (Bogdanka LUK Lublin)    | [ 104 ]              | Paweł Halaba (Indykpol AZS Olsztyn)          |                      | Jakub Macyra         |                      |
| Kamil Droszyński (Trefl Gdańsk)         | [ 105 ]              | Bartosz Firszt (PGE Projekt Warszawa)        |                      | Damian Wierzbicki    |                      |
| Karol Jankiewicz (Indykpol AZS Olsztyn) | [ 106 ]              | Konrad Stajer (ZAKSA Kędzierzyn-Koźle)       |                      | Antoni Kwasigroch    |                      |
| Bartosz Mariański (GKS Katowice)        | [ 107 ]              | Marcin Krawiecki (ZAKSA Kędzierzyn-Koźle)    |                      | Jakub Kubacki        |                      |

| Trefl Gdańsk                                           | Trefl Gdańsk | Trefl Gdańsk                                  | Trefl Gdańsk | Trefl Gdańsk       | Trefl Gdańsk |
| Przychodzą                                             | Link         | Odchodzą                                      | Link         | Zostają            | Link         |
| ------------------------------------------------------ | ------------ | --------------------------------------------- | ------------ | ------------------ | ------------ |
| Tobias Brand (PGE Projekt Warszawa)                    | [ 108 ]      | Lukas Kampa (szuka klubu)                     |              | Voitto Köykkä      |              |
| Joseph Worsley (Chaumont VB 52 Haute-Marne)            | [ 109 ]      | Gijs Jorna (Orion Stars Doetinchem)           |              | Moustapha M’Baye   |              |
| Piotr Nowakowski (powrót po kontuzji)                  | [ 110 ]      | Jakub Jarosz (zakończenie kariery)            |              | Alaksiej Nasiewicz |              |
| Damian Schulz (Nowak-Mosty MKS Będzin)                 | [ 111 ]      | Kamil Droszyński (Ślepsk Malow Suwałki)       | [ 112 ]      | Paweł Pietraszko   |              |
| Mariusz Schamlewski (Pierrot Czarni Radom)             | [ 113 ]      | Jakub Czerwiński (Aluron CMC Warta Zawiercie) |              | Fabian Majcherski  |              |
| Przemysław Stępień (Cuprum Stilon Gorzów)              | [ 114 ]      | Bartłomiej Mordyl (PSG Stal Nysa)             |              | Rafał Sobański     |              |
| Damian Kogut (Steam Hemarpol Politechnika Częstochowa) | [ 115 ]      | Janusz Gałązka (szuka klubu)                  |              | Piotr Orczyk       |              |

| ZAKSA Kędzierzyn-Koźle                                   | ZAKSA Kędzierzyn-Koźle | ZAKSA Kędzierzyn-Koźle                    | ZAKSA Kędzierzyn-Koźle | ZAKSA Kędzierzyn-Koźle | ZAKSA Kędzierzyn-Koźle |
| Przychodzą                                               | Link                   | Odchodzą                                  | Link                   | Zostają                | Link                   |
| -------------------------------------------------------- | ---------------------- | ----------------------------------------- | ---------------------- | ---------------------- | ---------------------- |
| Kamil Rychlicki (Itas Trentino)                          | [ 116 ]                | Erik Shoji (Asseco Resovia Rzeszów)       |                        | Igor Grobelny          |                        |
| Quinn Isaacson (Steam Hemarpol Politechnika Częstochowa) | [ 117 ]                | David Smith (Ślepsk Malow Suwałki)        | [ 118 ]                | Rafał Szymura          |                        |
| Mateusz Czunkiewicz (Ślepsk Malow Suwałki)               | [ 119 ]                | Andreas Takvam (szuka klubu)              |                        | Mateusz Rećko          |                        |
| Szymon Jakubiszak (Indykpol AZS Olsztyn)                 | [ 120 ]                | Daniel Chițigoi (PGE GiEK Skra Bełchatów) |                        | Karol Urbanowicz       |                        |
| Bartosz Zych (AKS Resovia Rzeszów)                       | [ 121 ]                | Bartosz Kurek (Tokyo Great Bears)         | [ 122 ]                | Jakub Szymański        |                        |
| Konrad Stajer (Ślepsk Malow Suwałki)                     | [ 123 ]                | Marcin Janusz (Asseco Resovia Rzeszów)    |                        |                        |                        |
| Marcin Krawiecki (Ślepsk Malow Suwałki)                  | [ 124 ]                | Mateusz Poręba (Asseco Resovia Rzeszów)   |                        |                        |                        |
| Bartosz Fijałek (InPost ChKS Chełm)                      | [ 125 ]                | Kajetan Kubicki (PGE GiEK Skra Bełchatów) |                        |                        |                        |
| Wojciech Kraj (Volley Strzelce Opolskie)                 | [ 126 ]                | Maciej Nowowsiak (Nowak-Mosty MKS Będzin) | [ 127 ]                |                        |                        |